# Carneades superba
Carneades superba là một loài bọ cánh cứng trong họ Cerambycidae.